# Gunilla Pontén
Ellen Gunilla Margareta Pontén (n. 14 iunie 1929, parohia Oscar⁠(d), Comitatul Stockholm, Suedia – d. 29 iunie 2019, Stockholm, Suedia) a fost un designer de modă suedez. În 1983 a primit premiul de design Damernas Världs Guldknappen, iar în 2003 a fost distinsă cu premiul Litteris et Artibus De asemenea, ea a lucrat alături de Emilio Pucci în Italia. În 2008, ia fost distinsă Marele premiu KTH.